# Ваке-Сабуртало (трасса)
Ваке-Сабуртало (или Тбилисское кольцо) — гоночная трасса, ранее располагавшаяся в столице Грузии городе Тбилиси. Названа по имени двух районов города, соединенных дорогами общего пользования, входившими в часть данной трассы. Трасса существовала с 1963 по 1967 годы включительно.

## История
С середины 1950-х годов в СССР началось значительное развитие автомобильного и мотоциклетного спорта. Причиной этому стало использование новых видов состязаний, ставших впоследствии привычными, таких как ралли и шоссейно-кольцевые гонки; создание кузовных автомобилей на базе серийных легковых, а так же вступление СССР в Международную автомобильную федерацию (FIA) в 1956 году. В состязаниях выступали гоночные команды из разных городов и Союзных Республик, в основном Прибалтийских, РСФСР, Белорусской ССР и Украинской ССР, а также Грузинской ССР. В Грузинской ССР автоспорту уделялось также серьезное внимание. В Республике появились свои гоночные команды. Так, в августе 1957 года на трассе Большое Минское кольцо первое место в классе серийных легковых автомобилей стала команда спортивного общества «Буревестник» из Тбилиси на автомобилей ГАЗ М20 под управлением Аштама Оганезова и В. Коробко. А в 1958 году тбилисская команда спортивного общества «Гантиади» заняла четвёртое место в гоночной группе «Г» на чемпионате СССР также проходившим на Минской трассе.
Развитие советского автоспорта и появление специальных гоночных трасс произвело влияние в Прибалтийских Республиках, РСФСР и БССР, повлияло и на руководство Грузинской ССР, где приняли решение создать собственную трассу. Конечно, речь не шла о специально построенной гоночной трассе, как например в Эстонской ССР, существовавшей ещё до войны. Было принято решение создать такую трассу путём минимальных затрат, а именно, в качестве отрезков отдельных участков автомобильных дорог в Тбилиси. Аналогичная «городская» трасса расположена в Монако, в Монте-Карло, которая существует с 1950 года. После изучения вариантов улиц и проспектов Тбилиси, был выбран наиболее скоростной участок нынешних проспекта Чоколошвили, улиц Тамарашвили и Церетели. Сама трасса состояла из двух прямых по 520 метров, внутренняя сторона которых была разделена бульваром шириной в 23 метра, проходящего вокруг жилого массива. Преимуществом трассы было её непосредственное расположение в городе, большая длина прямых участков, хорошее покрытие и ширина дороги. Вместе с тем имели место и недостатки, в будущем повлекшие трагедию. Трасса не была оборудована зрительскими трибунами, зрители располагались на тротуарах, при этом не было никаких защитных ограждений.
Одним из первых соревнований на трассе стали гонки республиканского совета «Спартак» прошедшие 25 августа 1963 года. 1 ноября 1964 года прошли гонки в честь 47-й годовщины Октябрьской революции. 13 июня 1965 года состоялся чемпионат Грузинской ССР. В 1966 году прошли гонки на Большой приз Тбилиси и гонки на приз закрытия сезона.

## Катастрофа и закрытие трассы
9 апреля 1967 года на проводимом чемпионате СССР на трассе произошла крупнейшая за всю историю советского автоспорта авария. ГАЗ-21 «Волга» краснодарского гонщика Байзета Беджашева, вылетела на повороте в толпу зрителей. В результате этого столкновения 6 человек погибло, пятеро получили ранения, данную трагедию повлекли недостатки городской трассы, никак серьёзно не оборудованной по нормам безопасности. После этого гонки здесь больше не проводились, а перед руководством встал вопрос о строительстве специальной гоночной трассы, что и было осуществлено в Рустави спустя десятилетие.

## Характеристики трассы
Длина: 2700 или 3100 м

Максимальная ширина: 18 м

Направление движения: против часовой стрелки

Число спусков и подъемов: 4

Повороты: 8

Превышение: 34 м